# Cees Renders

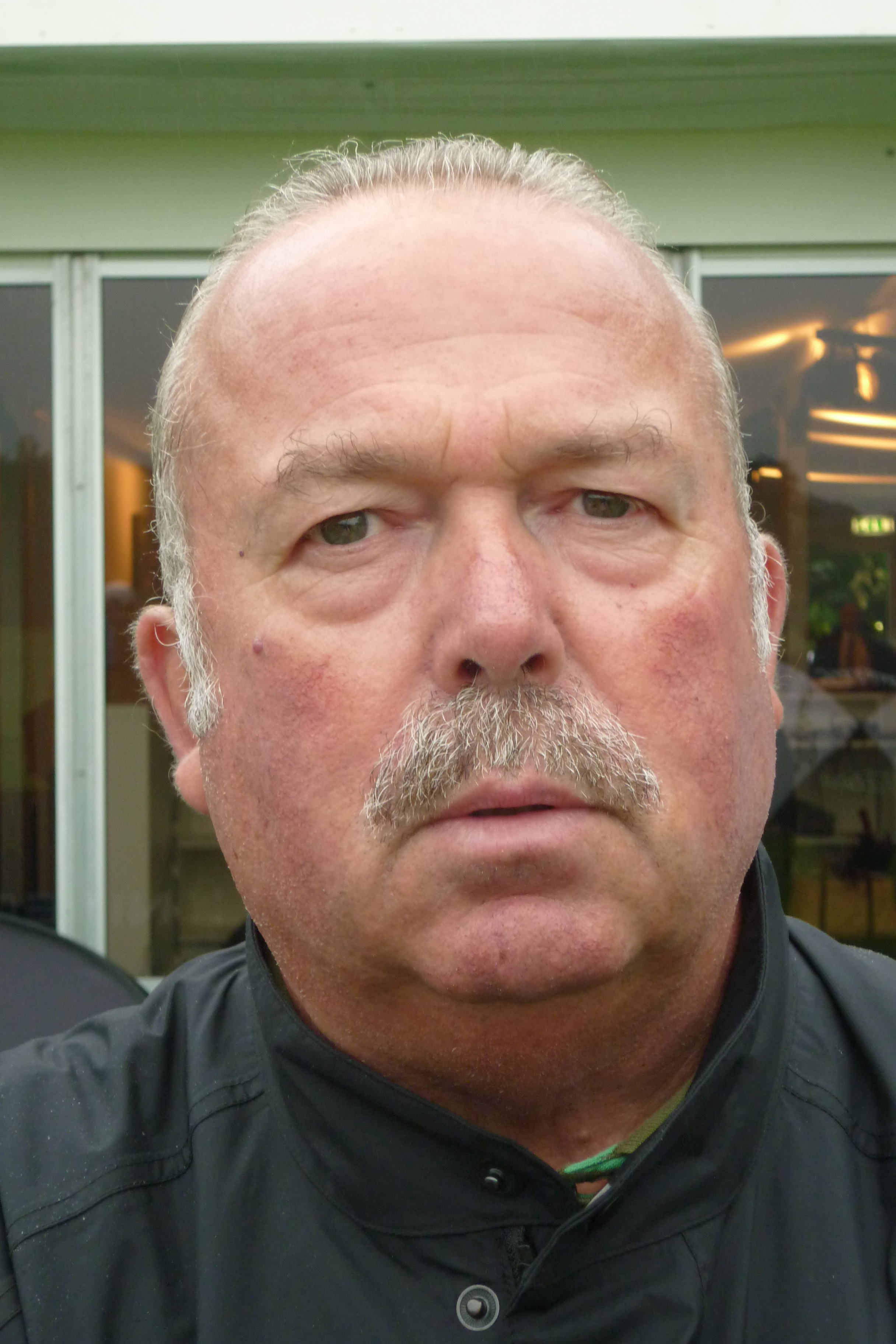
KLM Open.

Cees Theodorus Maria Renders (Dorst bij Oosterhout, 26 september 1952) is een Nederlandse golfprofessional en bondscoach.
Cees Renders werd in Dorst geboren, vlak bij de 15de green van de Toxandria.

## Speler
Renders heeft in 1980 op het KLM Open op de Hilversumsche gespeeld. Severiano Ballesteros won, Renders eindigde als beste Nederlander.

### Gewonnen
O.a.
- 1980: PGA Kampioenschap
- 1982: PGA Kampioenschap
- 1987: PGA Kampioenschap
- 1989: Omnium van België

### Teams
O.a.
- World Cup

## Coach
Renders is jarenlang coach geweest van de Oranje-dames. Hij was eind 80'er jaren de coach van Barbara van Strien, die enkele jaren op de Ladies Tour speelde. Ook was hij de coach van Monique Huijsman (1986) van het Stedelijk Gymnasium in Breda toen zij in 2002 bij het NK voor meisjes onder de 18 jaar tweede werd, één slag achter Kyra van Leeuwen. Hij is in 2010 de coach van onder anderen Tim Sluiter en Sven Maurits.

## Teachingpro
In 2006 werd hij head-professional op De Pan, nu werkt hij op Golfclub Princenbosch.
Zijn zonen Iwan en Alexander zijn ook golfprofessional. Zij gaven les op de Oosterhoutse Golf Club en zijn in 2008 overgestapt naar Golfschool de Haenen.
- Lijst van golfbanen in Nederland